# Francisco Lagos Cházaro
Francisco Lagos Cházaro (Tlacotalpan, 20 settembre 1878 – Città del Messico, 13 novembre 1932) è stato un politico messicano, Presidente del Messico ad interim per la Convenzione di Aguascalientes dal 10 giugno al 10 ottobre 1915.
Cházaro era un sostenitore della democrazia e aveva sostenuto Francisco Madero nella sua rivoluzione contro il dittatore Porfirio Díaz prima, e la Convenzione di Aguascalientes contro il generale Victoriano Huerta e ancora la fazione costituzionalista di Venustiano Carranza, dopo. Egli fu posto al potere dai capi Convenzionalisti, i generali Pancho Villa e Emiliano Zapata dopo le dimissioni di Roque González Garza in un nuovo disperato tentativo di trovare una figura che potesse far fronte alle forze di Carranza e Álvaro Obregón. Tuttavia Cházaro, impossibilitato dagli eventi bellici della Rivoluzione messicana, si dimise e si ritirò dalla politica.
Morì nel 1932.